# Enterococcaceae
Die Enterococcaceae bilden eine Familie Gram-positiver Bakterien, aus der Ordnung der Lactobacillales. In dieser Familie sind typische Milchsäurebakterien vorhanden. Durch die Milchsäuregärung bilden Bakterien dieser Gruppe aus Zucker, wie z. B. Glucose, Milchsäure (Lactat) und sind enorm wichtig für die Lebensmittelherstellung, wie z. B. bei der Joghurt- und Käseherstellung. Die Bezeichnung Enterokokken bezieht sich ausschließlich auf die Gattung Enterococcus.

## Merkmale
Die verschiedenen Arten sind in der Regel nicht auf Sauerstoff angewiesen, fakultativ anaerob. Die Zellen sind meist kokkenförmig, einige, wie Atopobacter und die von Termiten isolierten Gattung Pilibacter, treten in Stäbchenform auf. Kokkenförmige Zellen können in Paaren oder Ketten auftreten. Die Mehrzahl der Arten besitzen keine Geißeln und können sich nicht aktiv bewegen (non-motil).

## Ökologie
Die Arten bewohnen eine Vielzahl von unterschiedlichen Habitaten. Enterococcus kommt im Wasser, im Boden, auf Pflanzen und im Darm von Menschen und verschiedenen Tierarten vor. Enterococcus faecalis und Enterococcus faecium sind beim Menschen in Mundhöhle, Darm, Vagina und Harnröhre zu finden und können unter Umständen pathogen wirken. Arten von Tetragenococcus können hohe Salzkonzentrationen (Halophile) tolerieren. So wurde Tetragenococcus halophilus in fermentierten Fischgerichten gefunden. Die früher den Streptokokken zugerechnete Art Melissococcus pluton kann bei Honigbienen die Europäische Faulbrut hervorrufen. Das stäbchenförmige Bakterium Atopobacter und die kokkenförmige Gattung Catellicoccus wurden von toten Robben isoliert.
Obwohl Enterokokken Bestandteil der gesunden Darmflora sind, können sie auch bei Menschen mit geschwächtem Immunsystem Infektionen hervorrufen. Sie sind eine häufige Ursache für nosokomiale, typischerweise in Krankenhäusern auftretende, Infektionen und können beispielsweise Harnwegsinfektionen oder Endokarditis verursachen.

## Milchsäuregärung und Lebensmittelherstellung
Mit Gattungen wie Enterococcus, Tetragenococcus und Vagococcus sind innerhalb der Enterococcaceae wichtige Milchsäurebakterien vertreten. Sie besitzen einen homofermentativen Milchsäuregärungstyp, hierbei wird pro Molekül Glucose zwei Moleküle Adenosintriphosphat (ATP) produziert. Das freigesetzte Endprodukt ist Lactat. Im Gegensatz zu heterofermentativen Milchsäurebakterien setzen homofermentative Milchsäurebakterien fast ausschließlich Lactat frei, während heterofermentative Arten, wie einige Arten von Lactobacillus, neben Milchsäure auch andere Endprodukte freisetzen, meist Ethanol und Kohlendioxid (CO2).
Milchsäurebakterien sind die wichtigsten an der Herstellung von Milchproduktionen und anderen Lebensmittelfermentationen mitwirkenden Organismen. Arten wie Enterococcus faecium und Enterococcus faecalis sind wichtig für die Geschmacksbildung bei der Käsereifung und werden auch in der Herstellung von probiotischen Lebensmitteln eingesetzt. Die Gattung Tetragenococcus, früher zu Pediococcus gestellt, besitzt eine hohe Salztoleranz (ist halophil) und spielt bei der Fermentation von einigen gesalzenen Fischgerichten eine wichtige Rolle. Weiterhin ist Tetragenococcus an der Produktion von Pickles und Sojasoße beteiligt.

## Systematik
Gattungen dieser Familie (Stand: 16. Juni 2018):
- Bavariicoccus Schmidt et al. 2009
- Catellicoccus Lawson et al. 2006
- Enterococcus (ex Thiercelin & Jouhaud 1903) Schleifer & Kilpper-Bälz 1984
- Melissococcus Bailey & Collins 1983
- Pilibacter Higashiguchi et al. 2006
- Tetragenococcus Collins et al. 1993
- Vagococcus Collins et al. 1990